# Amblyseius haleakalus
Amblyseius haleakalus är en spindeldjursart som beskrevs av N. Prasad 1968. Amblyseius haleakalus ingår i släktet Amblyseius och familjen Phytoseiidae. Inga underarter finns listade i Catalogue of Life.